# 똑딱똑딱 마법의 시계나라
《똑딱똑딱 마법의 시계나라》(The Angel in the Clock)는 멕시코에서 제작된 미구엘 우리에가스 감독의 2017년 애니메이션 영화이다. 강은애 등이 주연으로 출연하였다.

## 출연

### 주연
- 강은애

### 조연
- 김보나
- 박성영
- 이창민
- 서반석
- 고구인
- 이다은
- 최정윤